# 南假獅
南假獅（印尼語：Jawai Selatan）是印度尼西亞西加里曼丹省三發縣的一個鎮，位於該縣西部，東連打加冷鎮、直木港鎮小部分的斯加勞村，北接假獅鎮，西臨納圖納海，南隔三發河與邦戛鎮、三巴洛鎮、直木港鎮相鄰。

## 行政區劃
南假獅鎮於2004年由假獅鎮區域劃分而成立，現該鎮轄9個村。
1. 沙壩頭村
2. Desa Jelu Air
3. 大橋村
4. 沙巴蘭村（Sabaran）
5. Desa Sarilaba A
6. Desa Sarilaba B
7. Desa Semperiuk A
8. 三保陸村
9. 仕亞卑村